# Fahrenheit 9/11 (banda sonora)
Songs and Artists That Inspired Fahrenheit 9/11 es la banda sonora de la película documental ganadora del premio de Cannes, Fahrenheit 9/11.
Como la película trata sobre los atentados del 11 de septiembre de 2001 y relaciona con la guerra de Irak, esta banda sonora es una recopilación hecha por Michael Moore que tiene mucho que ver con los altos a la guerra. En este recopilatorio se pueden escuchar canciones de Bob Dylan, Bruce Springsteen e incluso de System of a Down.

## Canciones
1. "I Am A Patriot" - Little Steven & the Disciples of Soul (3:31)
2. "Chimes of Freedom" (en directo) - Bruce Springsteen (5:58)
3. "With God on Our Side" - Bob Dylan (7:08)
4. "We Want It All" - Zack de la Rocha, produced by Trent Reznor (4:08)
5. "Boom!" - System of a Down (2:16)
6. "No One Left" - The Nightwatchman (4:19)
7. "Masters of War" (en directo) - Pearl Jam (5:33)
8. "Travelin' Soldier" - Dixie Chicks (5:44)
9. "Fortunate Son (Live)" - John Fogerty (3:15)
10. "Know Your Rights" - The Clash (3:42)
11. "The Revolution Starts Now" - Steve Earle (4:25)
12. "Where Is The Love?" - Black Eyed Peas feat. Justin Timberlake (3:51)
13. "Good Night, New York (Live)" - Nanci Griffith (4:21)
14. "Hallelujah" - Jeff Buckley (6:53)